# 삼불사 (경주시)
삼불사(三佛寺)는 경상북도 경주시 포석로 692-25 (배동)에 있는 조계종 소속의 사찰이다. 

## 같이 보기
- 경주 남산
- 망월사